# NGC 169
NGC 169 je galaksija u zviježđu Andromeda.

## Vanjske poveznice
- SEDS: NGC 0169